# 清龙站
清龙站是深圳有轨电车的一个中间站，位于深圳市龍華區龙华街道梅龙大道与清龙路的交叉路口，於2017年10月28日随深圳有轨电车第一期线路开通而啟用。

## 车站结构
本车站有一个岛式月台，月台南端设有超级电容变压设备，月台与马路人行道和附近的大唐时代大厦有天桥（该天桥又叫：清龙站天桥）连接，天桥与月台及马路人行道间有两台升降机可供使用。

### 楼层
| 地上二层          | -         | 人行天桥至道路两侧 |
| 地面              | 月台/道路 | \| \| \| 深圳有轨电车1号线/2号线往新澜及下围（清湖学校） \| \| 島式 · 開左邊车门 \| \| \| \| \| \| 深圳有轨电车1号线/2号线往清湖（終點站） \| |
|                   |           | 深圳有轨电车1号线/2号线往新澜及下围（清湖学校）                                                                                               |
| 島式 · 開左邊车门 |           | |
|                   |           | 深圳有轨电车1号线/2号线往清湖（終點站） |

## 车站周边
- 大唐时代大厦
- 祥和御园
- 龙华区民政局
- 港之龙科技大厦

## 歷史
- 2017年10月28日，隨深圳有軌電車開通而啟用。深圳有軌電車的1號綫（清湖至新瀾）、2號綫（清湖至下圍）经过此站[3]。
- 2017年12月28日，本站发车间隔加密至平峰6分钟一班。[4]
- 2018年3月28日，全線提速，班次提升為5分鐘一班[5]。
- 2018年6月28日，全线第三次压缩行车间隔，每綫的行车间隔由之前的5分钟压缩至4分钟。[6]

## 未来发展
本站除了现正使用中的西向弯道转向清龙路与清湖站相连外，也预留了直行方向的岔道，供日后有轨电车线继续沿梅龙大道一直延伸到白石龙站附近，惟相关规划为远期规划，故暂未有启动时间表。